# Chrysiptera ellenae
Chrysiptera ellenae là một loài cá biển thuộc chi Chrysiptera trong họ Cá thia. Loài này được mô tả lần đầu tiên vào năm 2015.

## Từ nguyên
Từ định danh ellenae được đặt theo tên của Ellen Gritz, bạn của các tác giả, nhằm tri ân những nghiên cứu phòng chống ung thư của bà và sự hỗ trợ cho các tác giả trong việc nghiên cứu cá rạn san hô ở vùng Đông Ấn.

## Phạm vi phân bố và môi trường sống
C. ellenae hiện chỉ được biết đến tại quần đảo Raja Ampat (tỉnh Tây Papua, Indonesia), được tìm thấy ở độ sâu khoảng 4–12 m.

## Mô tả
Chiều dài lớn nhất được ghi nhận ở C. ellenae là 5,3 cm.
Cá con có một màu xanh lam sáng bao phủ khắp cơ thể. Các vây trong mờ. Mắt có vạch đen băng ngang đồng tử, nối với một sọc đen từ trước mắt đến mõm (nhạt hơn khi trưởng thành). Cá con của Chrysiptera sinclairi, cũng là một thành viên trong phức hợp loài Chrysiptera oxycephala, cũng có màu xanh hoàn toàn nhưng sẫm hơn và có các vạch xám trên vảy cá so với C. ellenae. Cá trưởng thành có màu vàng lục nhạt (vùng lưng hơi sẫm nâu) với nhiều chấm nhỏ màu xanh ngọc lam phủ khắp cơ thể và các vây. Các vây phần lớn trong mờ, màu xanh lục nhạt đến lục xám. C. ellenae trưởng thành dễ dàng được phân biệt với các loài trong phức hợp bởi chúng không có màu vàng tươi trên cơ thể.
Số gai ở vây lưng: 13; Số tia vây ở vây lưng: 10–12; Số gai ở vây hậu môn: 2; Số tia vây ở vây hậu môn: 11–12; Số gai ở vây bụng: 1; Số tia vây ở vây bụng: 5; Số tia vây ở vây ngực: 15; Số lược mang: 29–32.

## Sinh thái học
Thức ăn của C. ellenae có thể là động vật giáp xác như C. oxycephala. Cá đực có tập tính bảo vệ và chăm sóc trứng như các loài cá thia khác; trứng có độ dính và bám chặt vào nền tổ.

### Trích dẫn
- Allen, Gerald R.; Erdmann, Mark V.; Cahyani, N. K. Dita (2015). "Review of the Chrysiptera oxycephala complex of damselfishes (Pomacentridae) with descriptions of three new species from the East Indian Archipelago" (PDF). Journal of the Ocean Science Foundation. Quyển 17. tr. 15–84. doi:10.5281/zenodo.891435.